# Morgan County (Colorado)
Morgan County je okres ve státě Colorado v USA. K roku 2000 zde žilo 27 171 obyvatel. Správním městem okresu je Fort Morgan. Celková rozloha okresu činí 3 351 km².